# Varize (Mozela)
Varize – miejscowość i gmina we Francji, w regionie Grand Est, w departamencie Mozela.
Według danych na rok 1990 gminę zamieszkiwały 452 osoby, a gęstość zaludnienia wynosiła 33 osób/km² (wśród 2335 gmin Lotaryngii Varize plasuje się na 625. miejscu pod względem liczby ludności, natomiast pod względem powierzchni na miejscu 390.).